# Paquita Escribano
Paquita Escribano (Zaragoza, hacia 1880 - Valencia, hacia 1970) fue una cupletista española.

## Vida
Nacida en Zaragoza, se desplazó muy joven a Ejea de los Caballeros, de donde procedía su madre. Allí vivió en la calle de Juliana Larena n° 12. Volvió en su juventud a Zaragoza, estando su estancia documentada en 1905. En esa época sus padres regentaban en la ciudad una pensión en la plaza de la Constitución, que frecuentaban toreros y actores. Daniel Blasco transmite una anécdota del novillero andaluz Reverte II, que se encontraba convaleciente en la pensión tras una cornada en la ingle, y Paquita Escribano, que esos días llevaba un vestido vaporoso. Finalmente el torero, cuyos «menudillos» estaban siendo enfriados con nieve (aún no se fabricaba hielo) y tenía que evitar movimientos, tuvo que pedir finalmente a su mozo de espadas: «¡Lorensooo, que no entre ma la niña que ze me pone dura!».
Escribano decidió ir a Madrid a probar fortuna y en 1910 ya tenía una cierta fama como cantante en la ciudad, ya que el 2 de julio es invitada a una verbena organizada por el semanario Madrid Cómico. En 1911 es ya una de las estrellas del Trianon Palace, el principal teatro de variedades de Madrid en la época. Con el debut el 18 de junio de 1911 de La Goya, comenzó en la escena musical un cambio de estilo, que trocaba la sicalipsis, como se llamaba en la época el erotismo, por otro más «moral», más acorde con la mentalidad del momento y que permitía incluir a las mujeres entre los espectadores de teatros y espectáculos, que hasta ese momento habían sido exclusivos de los hombres. Incluso Raquel Meller siguió la estela de La Goya.
Paquita Escribano también imitaría a La Goya, su gran rival, perteneciendo a las cupletistas «decentes». Se rumoreó incluso que La Goya pensó en denunciarla por usurpación de repertorio. Retana relata que tras el escenario Escribano y su madre comentaban:

— ¿Qué tal lo hago, mamá?

— ¡Mejor que ella!

Las madres que acompañaban a las cupletistas tenían fama de celestinas y rapaces; de hecho algunas cantantes anunciaban «viaja sin madre». El caso de Paquita Escribano era distinto, ya que la madre estaba obsesionada por casar bien a su hija, con algún torero, lo que sólo era posible asegurándose de la virginidad de la cupletista. Así, Escribano no actuaba en teatros de mala fama. Siendo una artista que no destacaba por sus creaciones propias, era su voz y su belleza las que le dieron el éxito: era pequeña, de cara redonda, morena, con rizos, de ojos negros y largas pestañas. Además se arreglaba mucho, como una «muñeca de cera», confeccionándose la ropa en «L'Etoile Parisien» de Barcelona y «Le Grand Gerarde» en París. Sus críticos, a pesar de reconocer su elegancia, hacían chanzas sobre su gran cabeza, apodándola «La Cabezona», y la tildaban de «cursi».

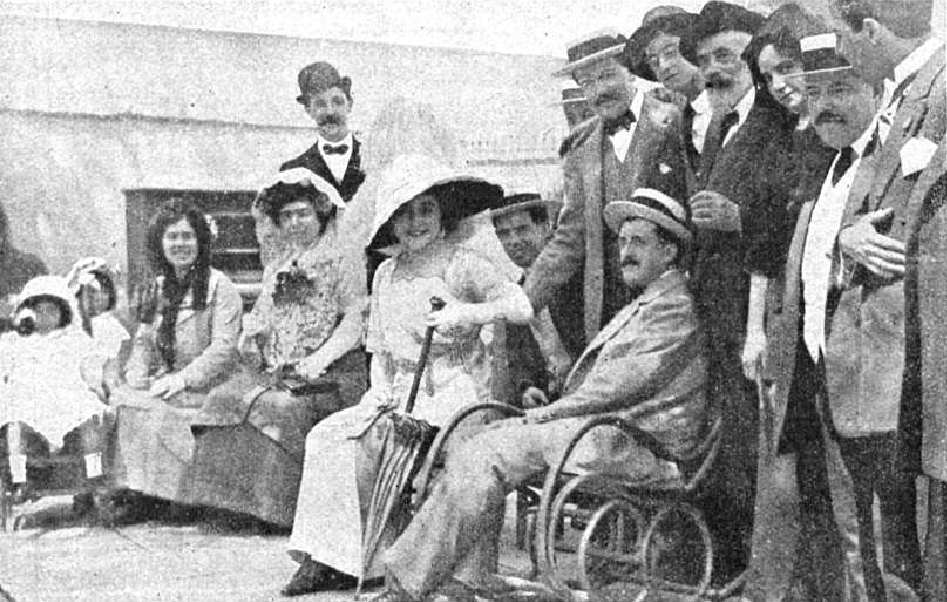
Paquita Escribano (en el centro) en la Feria de Sevilla en 1912, rodeada por los Hermanos Quintero y algunos periodistas en la caseta de la Asociación de la Prensa. Foto publicada en 1915 en la revista Caras y caretas, (Buenos Aires).

Los esfuerzos de la madre de Escribano llevaron a un corto romance con el torero Rodolfo Gaona, que acabó casándose con Carmen Ruiz Moragas. Le siguió Braulio Lausín, el «Gitanillo de Ricla», relación tras la que Escribano se recluyó en un convento de Zaragoza. Finalmente, en 1933 se casó con el tenor valenciano Emilio Aznar en la Basílica del Pilar, en Zaragoza.
Fue en la década de 1910 que Paquita Escribano tuvo sus mayores éxitos. Fue portada de Mundo Gráfico, Nuevo Mundo y muchas otras revistas, y se anunciaba en El Eco Artístico como

Notable canzonetista a transformación. Gran repertorio. Finas canzonetas exclusivas. Riquísima presentación. Últimos éxitos. Gran Salón Doré-Barcelona. Dirección permanente: Romero, 9. Zaragoza.

Llegó a grabar 39 discos, una cantidad considerable para la época. Entre sus canciones más populares estaban Ven y ven (La mejicana), El polichinela, El apache moderno, La mariposa, Tirana del Tripilí, La foot-balista, Mimosa, ¿Solo o con leche?, La cucaracha, Zulina, la esclava, Bella samaritana y La guitarra agarena. Viajó por todo el país, actuando en todos los escenarios de importancia, e incluso a América. En 1915 actuó en Buenos Aires, volviendo varias veces, compartiendo cartel en 1918 con Gardel, con el que coincidió también en Montevideo. En 1922 también visitó Puerto Rico. Tras una última gira por América, en abril de 1933 realizó su última gira por España, dando su último gran recital en Madrid. A comienzos de la Guerra Civil, con el cuplé en decadencia y casada, se retiró a Valencia con su marido, aunque siguió actuando ocasionalmente, sobre todo en sus visitas a Ejea. Murió en Valencia hacia 1970.

## Influencias posteriores
Los amores de Paquita Escribano fueron novelados por Alberto Insúa en su libro La mujer, el torero y el toro (1926) que tuvo un cierto éxito de ventas.
Paco Escribano, uno de los mejores humoristas de la República Dominicana, recibió ese nombre artístico por haber comenzado su carrera con imitaciones de Paquita Escribano.